# William Vicars Lawrance
William Vicars Lawrance (ur. 1834, zm. 1905) – amerykański prawnik, powieściopisarz i poeta.

## Życiorys
William Vicars Lawrance urodził się 8 listopada 1834 w Greene County. Wychowywał się na farmie. Do szkoły uczęszczał w Cedarville. W latach 1856–1858 uczył się w Antioch College. Potem studiował prawo w Xenii. W 1860 uzyskał prawo wykonywania zawodu adwokata. W 1861 wstąpił do 12 ochotniczego pułku piechoty z Ohio. Później został przeniesiony do kawalerii. Po wojnie w latach 1865-68 praktykował jako prawnik w Waverly. Następnie przeniósł się do Chillicothe, gdzie spędził resztę życia. Zmarł 5 stycznia 1905.

## Twórczość
Lawrance był prozaikiem i poetą. Wydał tomy wierszy Ellina, the Bride of Montross (1873), The Story of Judeth: a Tale of Bethany, with Poems of Home, Heart, and Hearth (1889) i The Loves of Laos in Sonnets Sung (1898). W pierwszym z nich znalazł się również poemat Iantha, or the Hermit’s Tale. Opublikował także powieść o życiu górników Under which Master, Or, The Story of the Long Strike at Coverdale: A Romance of Labor (1901).